# Choquinha-de-flancos-brancos
A choquinha-de-flancos-brancos (Myrmotherula axillaris) é uma ave da família dos tamnofilídeos pertencente ao gênero Myrmotherula. É nativa dos Neotrópicos, ocorrendo em uma grande parte do norte da América do Sul e na América Central. A choquinha-de-flanco-prateado (Myrmotherula luctuosa) foi anteriormente tratada como coespecífica com essa espécie.

## Distribuição e habitat
É uma ave residente amplamente disseminada que vive nos trópicos da América do Sul e do Central, desde Honduras, passando pela Nicarágua, Costa Rica, Panamá, Colômbia, Equador, Peru até o norte da Bolívia a oeste, pela Venezuela, Trindade, todo a Guiana, Suriname e Guiana Francesa a leste e em todas as bacias do Orinoco e Amazonas até o sul do Brasil. Veja mais detalhes em "Subespécies".
Esta espécie é considerada comum no sub-bosque e no estrato médio de florestas úmidas, ocorrendo abaixo de 1000 metros de altitude.

## Descrição

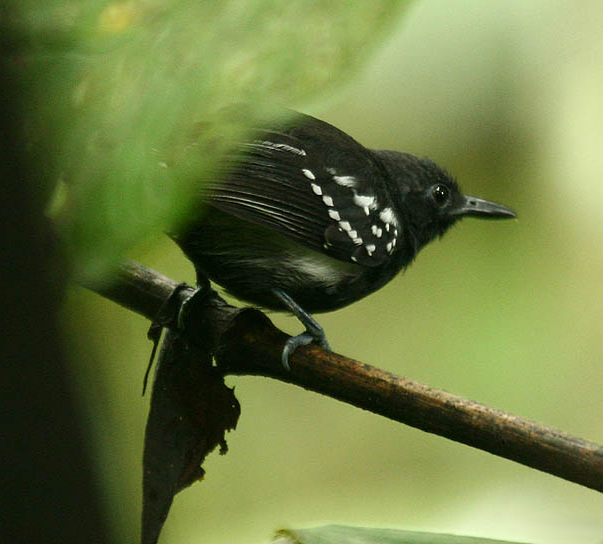
Macho fotografado no Equador.

A choquinha-de-flancos-brancos mede em média 10,7 cm de comprimento e pesa 8,1 g. Os machos têm partes superiores cinza escuro e partes inferiores pretas, com asas pretas e manchas brancas. Seus flancos e coberteiras internas são brancos. No entanto, as fêmeas e os imaturos têm partes superiores marrons e partes inferiores creme-amareladas, com as asas marrom-avermelhadas levemente listradas.
Machos da subespécie ocidental M. a. melaena têm as partes superiores e inferiores pretas, e as fêmeas também são mais escuras do que as da subespécie nominal M. a. axillaris.

## Comportamento

### Alimentação
Sua dieta consiste em pequenos insetos e outros artrópodes que captura entre os galhos do nível mais baixo das árvores.

### Reprodução
Constroem ninhos em forma de taça com fibras vegetais e folhas mortas que são postas em arbustos do sub-bosque. As fêmeas geralmente põem dois ovos brancos com manchas violetas, que são incubados pelo casal durante 16 dias.

### Vocalização
Emite um som de assobio na forma de um piado seguida por um trrrrrr vibrante. A subespécie M. a. melaena tem um chamado distinto com duas notas, naa-who e um chirp descendente.

## Sistemática

### Descrição original
A choquinha-de-flancos-brancos foi descrita pela primeira vez pelo ornitólogo francês Louis Vieillot em 1817 e recebeu o nome binomial de Myrmothera axillaris. Com a localidade-tipo sendo «Guayana = Guiana francesa».

### Etimologia
O nome genérico feminino “Myrmotherula” é um diminutivo do gênero Myrmothera, que vem do grego “murmos”: formiga e “thēras”: caçador; que significa "pequeno caçador de formigas";  e o nome específico « axillaris » vem do latim para axilas.

### Taxonomia
Estudos genéticos sugerem que esta espécie é um parente próximo de M. longipennis e M. menetriesii. Os três são geralmente agrupados no chamado “complexo de choquinhas cinzentas”, do qual também fazem parte Myrmotherula schisticolor, M. minor, M. sunensis, M. iheringi, M. behni, M. grisea, M. unicolor, M. snowi e M. urosticta, embora este grupo possivelmente não seja monofilético.

### Subespécies
De acordo com a classificação do Congresso Ornitológico Internacional (IOC) (Versão 7.2, 2017), 5 subespécies são reconhecidas, com sua distribuição geográfica correspondente. As diferenças morfológicas entre as subspécies heterozyga e fresnayana não são claras.
- Myrmotherula axillaris albigula (Lawrence, 1865) – encosta caribenha do sudeste das Honduras ao sul até a Colômbia (exceto Serranía de Santa Marta), e na encosta do Pacífico do centro do Panamá (província do Panamá, Darién) ao sul até o Equador (Manabí, noroeste de Azuay).
- Myrmotherula axillaris melaena (Sclater, 1857) – Sierra Nevada de Santa Marta e Colômbia a leste dos Andes, oeste da Venezuela (encostas andinas a leste de Mérida e Barinas, até o noroeste da Bolívia), noroeste do Brasil (alto Rio Negro ao sul até a margem norte do Rio Amazonas), leste do Equador e nordeste do Peru (Amazonas, San Martín, Loreto).
- Myrmotherula axillaris axillaris (Vieillot, 1817) – leste da Venezuela (Apure, Monagas, Delta Amacuro, e sul do Rio Orinoco a leste do Rio Caura), Trindade, Guianas, leste da Amazônia brasileira (de ambas as margens do baixo Rio Negro leste para o Amapá e, ao sul do Amazonas, a leste do Rio Madeira até o Maranhão e ao sul até Tocantins e Mato Grosso) e nordeste da Bolívia (nordeste de Santa Cruz).
- Myrmotherula axillaris heterozyga (Zimmer, 1932) – centro-leste do Peru (Ucaiáli ao sul de Madre de Dios) e sudoeste da Amazônia brasileira (oeste do Madeira).
- Myrmotherula axillaris fresnayana (Orbigny, 1835) – extremo sudeste do Peru (norte de Puno) e noroeste e centro da Bolívia (oeste do Rio Mamoré, e ao longo da base dos Andes de leste a oeste de Santa Cruz).

Outra subespécie M. a. luctuosa, geograficamente separada na costa leste do Brasil (Rio Grande do Norte ao Rio de Janeiro), mas dadas as diferenças de plumagem e vocalizações foi separada dessa espécie e denominada Myrmotherula luctuosa, apesar do fato de que a classificação Clements Checklist v.2016, ainda a considera como como um grupo monotípico.